# Lucas Moura
Lucas Rodrigues Moura da Silva (sinh ngày 13 tháng 8 năm 1992), thường được gọi với tên Lucas, là một cầu thủ bóng đá người Brazil hiện đang chơi như một tiền vệ tấn công hoặc tiền vệ cánh cho São Paulo tại Campeonato Brasileiro Série A và đội tuyển quốc gia Brazil.

## Câu lạc bộ chuyên nghiệp

### São Paulo
Lucas gia nhập Câu lạc bộ São Paulo từ năm 2005 sau khi chơi cho đội trẻ của Juventus và Corinthians thuộc giải quốc nội. Lucas lần đầu tiên chơi cho Sao Paulo vào năm 2010, ghi được 4 bàn thắng cùng 4 đường kiến tạo trong 25 lần ra sân. Năm 2011, Lucas đã ghi được 9 bàn và kiến tạo 4 pha ghi bàn trong 28 lần ra sân tính riêng giải vô địch quốc gia, 13 bàn thắng và 8 đường chuyền kiến tạo ở mọi giải đấu.

### Paris Saint-Germain
Trong mùa hè năm 2012, cả Manchester United và Internazionale đều được báo cáo là quan tâm đến việc ký hợp đồng với Lucas. Vào ngày 8 tháng 8 năm 2012, Paris Saint-Germain đã giành chiến thắng trong trận chiến và tuyên bố Moura sẽ chuyển đến câu lạc bộ vào tháng 1 năm 2013. Anh là bản hợp đồng đắt giá nhất của câu lạc bộ. Phí chuyển nhượng được báo cáo là khoảng trị giá 45 triệu euro (38 triệu bảng). Nó đã được thông báo rằng Lucas sẽ mặc áo số 29 trong phần còn lại của mùa giải.
Vào ngày 11 tháng 1 năm 2013, Moura có trận ra mắt trước AC Ajaccio, trong trận đấu kết thúc với tỷ số hòa 0 0. Ông cũng chơi trong Champions League chiến thắng đi qua Valencia vào ngày 12 tháng Hai, hỗ trợ mục tiêu trong quá trình này. Vào ngày 13 tháng 9 năm 2013, Moura đã ghi bàn thắng đầu tiên cho PSG trong chiến thắng 2 trận đấu 0 trận trước Bordeaux.
Trong mùa giải 201415, sau khi Jérémy Ménez chuyển đến AC Milan, Lucas đã được trao chiếc áo số 7 - cùng số áo anh mặc khi chơi cho São Paulo. Moura đã ra mắt mùa giải đầu tiên cho PSG trong chiến thắng 2 trận0 Trophée des Champions của họ trước người chiến thắng Coupe de France EA Guingamp vào ngày 2 tháng 8 năm 2014 tại Sân vận động Công nhân ở Bắc Kinh.
Anh đã ghi bàn thắng đầu tiên của mình trong chiến dịch 20141515 Ligue 1 vào ngày 16 tháng 8, tung cú vô lê trong đường chuyền của Charlie van der Wiel khi PSG đánh bại Bastia 2-0. Vào ngày 5 tháng 10, Moura đã ghi bàn thắng mở tỉ số trong trận đấu 1-1 với đối thủ vô địch Monaco. Với hai bàn thắng trong chiến thắng 3 trận0 của PSG trước Bordeaux vào ngày 25 tháng 10, Lucas đã cân bằng số bản ghi được trong giải đấu của anh ấy từ mùa giải trước.
Vào ngày 7 tháng 8 năm 2015, Lucas đã ghi bàn thắng đầu tiên của mùa giải 20151616 Ligue 1 trong trận thua 1 trận0 của PSG trước Lille OSC tại Stade Pierre-Mauroy.
Vào ngày 15 tháng 10 năm 2016, Lucas đã ghi bàn thắng đầu tiên của PSG ở phút thứ 13 trong chiến thắng 2 trận1 trên sân khách trước AS Nancy trong trận đấu tại Ligue 1 với cú đá phạt từ bên trái mà không ai chạm được; đó là mục tiêu giải đấu thứ năm của anh trong mùa giải 20161717 Ligue 1. Đối với mùa giải 20171818 Ligue 1, anh chỉ xuất hiện sáu lần thay thế cho câu lạc bộ, và rời đi vào tháng 1 năm 2018.

### Tottenham Hotspur
Vào ngày 31 tháng 1 năm 2018, Lucas đã ký hợp đồng với Tottenham Hotspur cho đến năm 2023 với mức phí chuyển nhượng khoảng 25 triệu bảng. Anh ra mắt Tottenham trong trận đấu 20171818 UEFA Champions League 2017 với Juventus vào ngày 13 tháng 2 năm 2018, vào sân thay người muộn trong trận đấu kết thúc với tỷ số hòa 2-2. Anh đã có khởi đầu đầu tiên cũng như ghi bàn thắng đầu tiên cho câu lạc bộ trong trận đấu cúp FA với Rochdale vào ngày 18 tháng 2 năm 2018 cũng kết thúc 2-2.
Trong mùa giải 2018-19, Lucas đã ghi bàn thắng đầu tiên tại Premier League vào ngày 18 tháng 8 năm 2018 trong chiến thắng 3-1 của Spurs trước Fulham. Trong trận đấu tiếp theo vào ngày 27 tháng 8 năm 2018, Lucas đã ghi một cú đúp vào lưới Manchester United khi Tottenham thắng 3-0, chiến thắng thứ ba trên sân khách tại Old Trafford sau 27 trận. Anh đã ghi bàn thắng Champions League đầu tiên cho Spurs trong trận đấu vòng bảng với PSV Eindhoven. Trong trận đấu với Barcelona trên sân Camp Nou, Lucas đã ghi bàn gỡ hòa muộn sau khi Barcelona vượt lên dẫn trước trong trận đấu. Trận đấu kết thúc với tỷ số 1-1, đã đưa Tottenham vượt qua vòng loại trực tiếp cùng với Barcelona. Vào ngày 13 tháng 4 năm 2019, Moura đã lập một hat-trick trong chiến thắng 4-0 trước Huddersfield Town. Đây là cú hat-trick đầu tiên của anh ở châu Âu và là cú hat-trick đầu tiên được ghi tại sân vận động Tottenham Hotspur mới.
Vào ngày 8 tháng 5 năm 2019, Lucas đã lập hat-trick hiệp hai trong chiến thắng 3-2 của Tottenham trước Ajax tại sân vận động Johan Cruyff trong trận lượt về vòng bán kết Champions League của họ. Spurs đã bị dẫn trước 2-0 và 3-0 trên tổng tỷ số nhưng đã lội ngược dòng để giành chiến thắng trên sân khách. Bàn thắng thứ ba của anh, vào phút thứ 96, lần đầu tiên đưa Tottenham vào một trận chung kết Champions League trong lịch sử đội bóng.

## Quốc tế
Lucas là thành viên trong đội hình chính thức của đội tuyển U-20 Brasil. Tháng 2/2011, Lucas thi đấu cho U20 Brasil thuộc giải vô địch U-20 Nam Mỹ, nơi anh ghi 1 hat-trick trong chiến thắng 6-0 trước U-20 Uruguay trong trận chung kết.
Lucas xuất hiện lần đầu tiên ở đấu trường quốc tế cấp quốc gia khi chơi cho đội tuyển Brasil trong trận giao hữu với Scotland ngày 27/3/2011.
Ngày 28/9/2011, Lucas lần đầu tiên ghi bàn cho đội tuyển quốc gia trong trận đấu với Argentina.

### Copa América 2011
Lucas được huấn luyện viên Mano Menezes điền tên trong đội hình tham dự giải tranh Cúp bóng đá Nam Mỹ năm 2011 tại Argentina. Lucas xuất hiện trong trận đấu vòng bảng với Paraguay và Ecuador đều từ sự thay đổi người từ băng ghế dự bị. Lucas không có trong danh sách cầu thủ đá hỏng Penalty trong trận đấu mà Brasil đã bị loại bởi đối thủ trực tiếp là Paraguay ở tứ kết.

### Olympics 2012
Lucas đã được lựa chọn để cùng Đội tuyển bóng đá Olympic Brasil tham gia Olympic 2012 tại London cùng với đồng đội câu lạc bộ là Casemiro và Bruno Uvini. Tại kỳ thế vận hội này, đội tuyển Olympic Brasil mặc dù đã lọt vào đến chung kết nhưng cuối cùng phải chịu thất bại 1-2 trước Đội tuyển bóng đá Olympic Mexico và đành chấp nhận tấm huy chương bạc.

### Cúp Liên đoàn các châu lục 2013
Moura đã được huấn luyện viên Luiz Felipe Scolari triệu tập lên đội tuyển tham dự Cúp Liên đoàn các châu lục 2013 trên sân nhà.

### Copa América Centenario 2016
Năm 2016, Moura có tên trong danh sách 23 cầu thủ tham dự Copa América Centenario tại Hoa Kỳ

## Thống kê

### Câu lạc bộ
Tính đến 3 tháng 10 năm 2018
| Năm                 | Mùa giải            | Giải đấu | Giải đấu | Cúp quốc gia | Cúp quốc gia | Cúp liên đoàn | Cúp liên đoàn | Châu lục | Châu lục | Khác | Khác | Tổng | Tổng |
| Năm                 | Mùa giải            | Trận     | Bàn      | Trận         | Bàn          | Trận          | Bàn           | Trận     | Bàn      | Trận | Bàn  | Trận | Bàn  |
| ------------------- | ------------------- | -------- | -------- | ------------ | ------------ | ------------- | ------------- | -------- | -------- | ---- | ---- | ---- | ---- |
| São Paulo           | 2010                | 25       | 4        | 0            | 0            | —             | —             | 0        | 0        | 0    | 0    | 25   | 4    |
| São Paulo           | 2011                | 28       | 9        | 4            | 0            | —             | —             | 3        | 1        | 8    | 3    | 43   | 13   |
| São Paulo           | 2012                | 21       | 6        | 9            | 2            | —             | —             | 9        | 2        | 21   | 6    | 60   | 16   |
| São Paulo           | Tổng cộng           | 74       | 19       | 13           | 2            | —             | —             | 12       | 3        | 29   | 9    | 128  | 33   |
| Paris Saint-Germain | 2012–13             | 10       | 0        | 1            | 0            | 0             | 0             | 4        | 0        | —    | —    | 15   | 0    |
| Paris Saint-Germain | 2013–14             | 36       | 5        | 2            | 0            | 4             | 0             | 10       | 0        | 1    | 0    | 53   | 5    |
| Paris Saint-Germain | 2014–15             | 29       | 7        | 4            | 1            | 4             | 0             | 8        | 0        | 1    | 0    | 46   | 8    |
| Paris Saint-Germain | 2015–16             | 36       | 9        | 6            | 1            | 4             | 1             | 9        | 2        | 1    | 0    | 56   | 13   |
| Paris Saint-Germain | 2016–17             | 37       | 12       | 5            | 3            | 3             | 2             | 7        | 1        | 1    | 1    | 53   | 19   |
| Paris Saint-Germain | 2017–18             | 5        | 1        | 1            | 0            | 1             | 0             | 0        | 0        | 0    | 0    | 7    | 1    |
| Paris Saint-Germain | Tổng cộng           | 153      | 34       | 19           | 5            | 16            | 3             | 38       | 3        | 4    | 1    | 230  | 46   |
| Tottenham Hotspur   | 2017-18             | 6        | 0        | 4            | 1            |               |               | 1        | 0        |      |      | 11   | 1    |
| Tottenham Hotspur   | 2018-19             | 32       | 10       | 2            | 0            | 3             | 0             | 12       | 5        | —    | —    | 49   | 15   |
| Tottenham Hotspur   | 2019-20             | 27       | 4        | 5            | 2            | 1             | 0             | 6        | 1        | —    | —    | 39   | 7    |
| Tottenham Hotspur   | Tổng cộng           | 65       | 14       | 11           | 3            | 1             | 0             | 3        | 0        | 0    | 0    | 99   | 23   |
| Tổng cộng sự nghiệp | Tổng cộng sự nghiệp | 238      | 67       | 42           | 10           | 20            | 3             | 52       | 6        | 33   | 10   | 456  | 102  |

### Quốc tế
| Đội tuyển quốc gia | Năm       | Trận | Bàn |
| ------------------ | --------- | ---- | --- |
| Brasil             | 2011      | 10   | 1   |
| Brasil             | 2012      | 12   | 2   |
| Brasil             | 2013      | 9    | 1   |
| Brasil             | 2016      | 1    | 0   |
| Brasil             | 2018      | 1    | 0   |
| Tổng cộng          | Tổng cộng | 35   | 4   |

### Bàn thắng quốc tế
| #  | Ngày                 | Địa điểm                                     | Đối thủ    | Bàn thắng | Kết quả | Giải đấu                          |
| -- | -------------------- | -------------------------------------------- | ---------- | --------- | ------- | --------------------------------- |
| 1. | 28 tháng 9 năm 2011  | Sân vận động Olímpico do Pará, Belém, Brasil | Argentina  | 1–0       | 2–0     | Superclásico de las Américas 2011 |
| 2. | 10 tháng 9 năm 2012  | Sân vận động Arruda, Recife, Brasil          | Trung Quốc | 3–0       | 8–0     | Giao hữu                          |
| 3. | 11 tháng 10 năm 2012 | Sân vận động Swedbank, Malmö, Thụy Điển      | Iraq       | 6–0       | 6–0     | Giao hữu                          |
| 4. | 9 tháng 6 năm 2013   | Arena do Grêmio, Porto Alegre, Brasil        | Pháp       | 3–0       | 3–0     | Giao hữu                          |

## Danh hiệu

### Câu lạc bộ
São Paulo
- Copa Sudamericana: 2012
- Copa do Brasil: 2023[25]

Paris Saint-Germain
- Ligue 1: 2012–13, 2013–14, 2014–15, 2015–16[25]
- Coupe de France: 2014–15, 2015–16, 2016–17[25]
- Coupe de la Ligue: 2013–14, 2014–15, 2015–16, 2016–17[25]
- Trophée des Champions: 2013, 2014, 2015, 2016[25]

### Đội tuyển quốc gia
U-20 Brasil
- Giải vô địch bóng đá trẻ Nam Mỹ: 2011

U-23 Brasil
- Huy chương bạc Thế vận hội mùa hè: 2012[26]

Brasil
- FIFA Confederations Cup: 2013[25]

### Cá nhân
- Phát hiện của Campeonato Paulista: 2011
- Tiền vệ xuất sắc nhất Campeonato Paulista (Mesa Redonda): 2011
- Tiền vệ xuất sắc nhất Campeonato Paulista (Diário de São Paulo): 2011
- Tiền vệ xuất sắc nhất Giải vô địch bóng đá trẻ Nam Mỹ: 2011
- Cầu thủ xuất sắc nhất chung kết Giải vô địch bóng đá trẻ Nam Mỹ: 2011
- Phát hiện của Campeonato Brasileiro: 2010